# Куйккаярви
Ку́йккая́рви (фин. Kuikkajärvi) — озеро на территории Лоймольского сельского поселения Суоярвского района Республики Карелия.

## Общие сведения
Площадь озера — 2,7 км², площадь водосборного бассейна — 44,6 км². Располагается на высоте 177,2 метров над уровнем моря.
Форма озера продолговатая, вытянутая с севера на юг. Берега каменисто-песчаные, местами заболоченные.
Из южной оконечности озера вытекает река Уксунйоки.
В озере не менее десятка островов различной площади, однако их количество может варьироваться в зависимости от уровня воды.
С запада, севера и востока от озера проходит грунтовая дорога местного значения без наименования.
Населённые пункты возле озера отсутствуют. Ближайший — посёлок Райконкоски — расположен в 26 км к ЮЮВ от озера.
Название озера переводится с финского языка как «озеро гагары».
Код объекта в государственном водном реестре — 01040300211102000013803.